# Nana Pancha
Nana Pancha est un groupe mexicain de rock, originaire de Mexico, et l'un des plus importants groupes de ska du pays,.

## Histoire
Nana Pancha est formé en 1996 à Mexico, en s'inspirant du film mexicain Escuela de vagabundos. Dans ce film, Pedro Infante interprète une chanson sur une femme révolutionnaire qui défend des causes justes et consacre son temps libre à la parranda et à la bonne vie.
En 1997, ils enregistrent leur première démo dans les studios de La Loca Rekords à Mexico, sous la direction de Juan Carlos El Loco Hernández et la production exécutive de Pepe Lobo Rekords. La démo comprenait 6 chansons, dont le single Nana Pancha qui reste en tête des hit-parades radio pendant huit semaines. Cette démo est éditée à 4 000 exemplaires, qui sont tous vendus.
Le groupe participe au Colectivo Paz, Baile y Resistencia promu par Maldita Vecindad, aux côtés de groupes tels que Sekta Core!, Salón Victoria, Los de Abajo, Royal Club et Panteón Rococó.
En 2012, Hugo Monter, le batteur du groupe, décède dans un accident de la route.
Nana Pancha présente des chansons d'un nouvel album Sonríe mientras puedas, qui contient des critiques du gouvernement mexicain,, lors du Prudence Fest 2015.

## Discographie
- 1997 : Nana Pancha
- 1998 : Armada hasta los dientes
- 1999-2000 : Armada Hasta los Dientes V1.5
- 2003 : Gallo
- 2009 : Flores para los muertos
- 2016 : Nana Pancha en Vivo Desde el Multiforo Alicia